# 鹿児島三社
鹿児島三社（かごしまさんじゃ）は一之宮神社、鹿児島神社、川上天満宮を指す。
島津氏の氏祖・島津忠久が正月にはこの3つの神社に必ず参拝していたという伝承から別格に扱われた物であるが、島津氏自体の三社詣りは18代当主島津家久の代で廃絶してしまった。

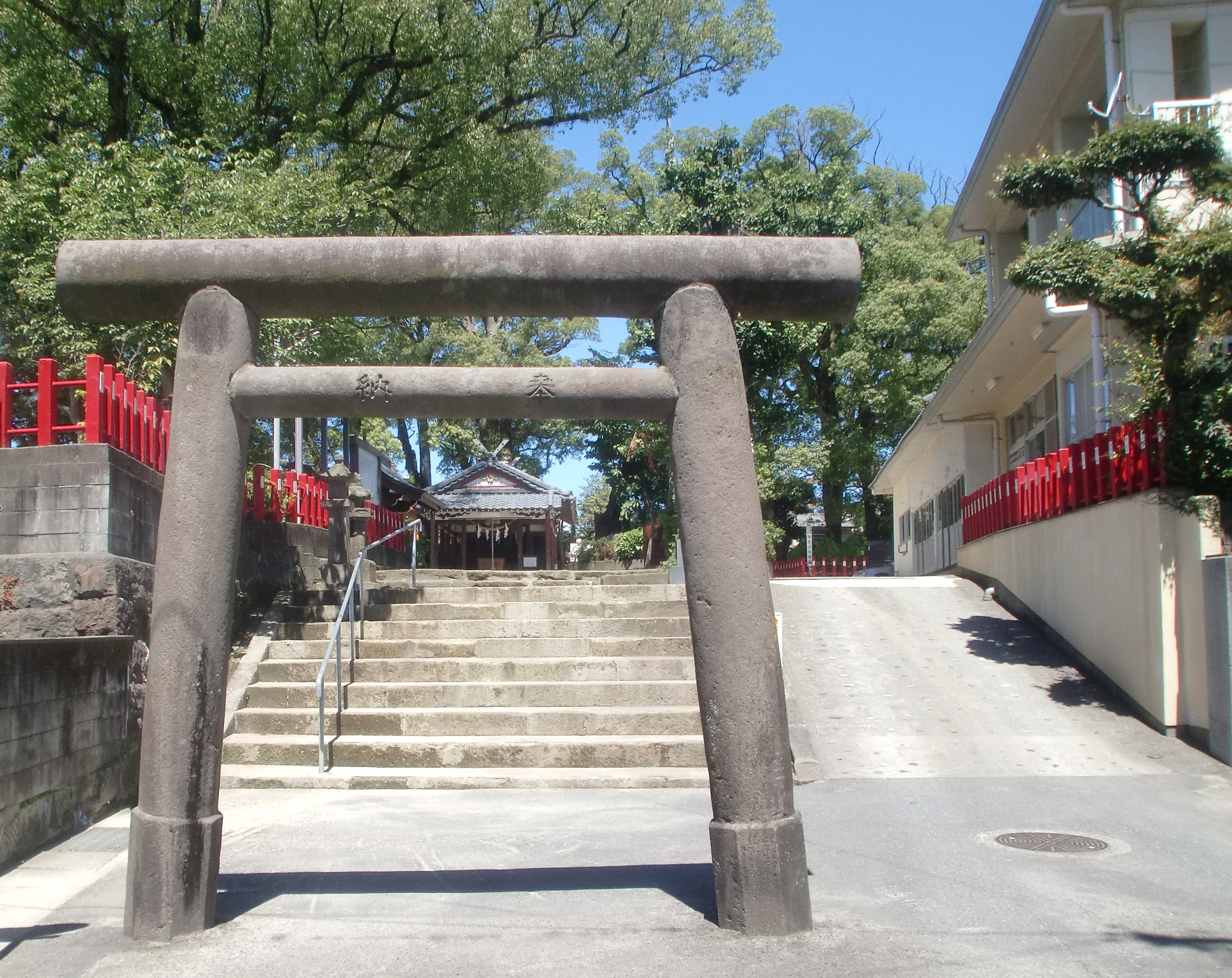
一之宮神社
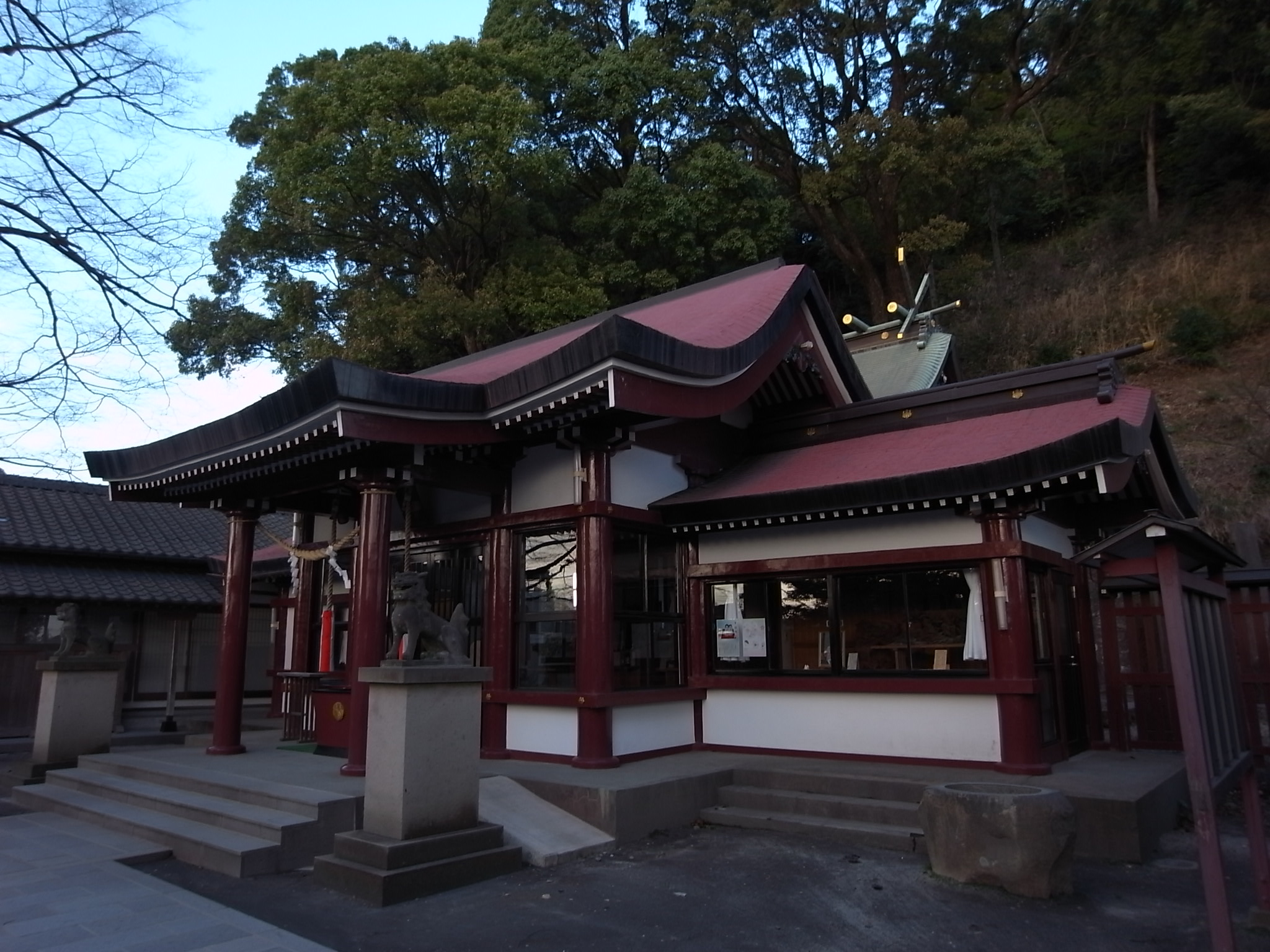
鹿児島神社
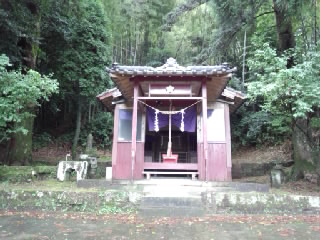
川上天満宮